# Chomelia laxiflora
Chomelia laxiflora là một loài thực vật có hoa trong họ Thiến thảo. Loài này được (Standl.) Govaerts mô tả khoa học đầu tiên năm 1999.